# Norman William Whittaker
Pour les articles homonymes, voir Whittaker.
Norman William Whittaker (18 novembre 1893-12 juin 1985) est un homme politique canadien de la Colombie-Britannique. Il est député provincial libéral de Saanich de 1933 à 1947. Il est également Président de l'Assemblée législative de la Colombie-Britannique de 1937 à 1947.

## Biographie
Né à Kamloops en Colombie-Britannique, Whittaker étudie le droit à Victoria. Il pratique sur place avant d'entrer en politique.
Élu en 1933, il siège au cabinet à titre de procureur général en 1941. Il démissionne de son poste ministériel pour militer en faveur de la coalition libérale-conservatrice.
Il démissionne de son poste de député en 1947 pour accepter un poste de juge à la Cour suprême de la Colombie-Britannique. En 1963, il est nommé à la Cour d'appel de la Colombie-Britannique. Il prend sa retraite en 1964, pour prendre s'occuper de sa femme à santé fragile.
Il meurt à Vancouver à l'âge de 91 ans en 1985.